# Кампофранко
Кампофранко је насеље у Италији у округу Калтанисета, региону Сицилија.
Према процени из 2011. у насељу је живело 2755 становника. Насеље се налази на надморској висини од 282 м.